# Труневки
Труневки — деревня в Дмитровском районе Московской области, в составе Сельского поселения Костинское. Население — 11 чел. (2010). До 2006 года Труневки входили в состав Костинского сельского округа.

## Расположение
Деревня расположена в восточной части района, у границы с Сергиево-Посадским, примерно в 15 км почти на восток от Дмитрова, на правом берегу запруженной речки Хаустовка (левый приток Яхромы), высота центра над уровнем моря 186 м. Ближайшие населённые пункты — Горки на северо-востоке, посёлок Лавровки и деревня Лавровки на северо-западе, Сергейково на юго-западе.

## Население
| 2002 | 2006 | 2010 |
| ---- | ---- | ---- |
| 20   | ↘15  | ↘11  |